# Остров Брейди
О́стров Бре́йди — остров архипелага Земля Франца-Иосифа. Наивысшая точка острова — 381 метр. Административно относится к Приморскому району Архангельской области России.

## Расположение
Расположен в центральной части архипелага, в 8 километрах к западу от острова Мак-Клинтока (отделён проливом Абердэр). В 3,5 километрах к северу от острова Брейди, за проливом Сидорова расположен остров Брайса, в 8 километрах к западу — остров Ли-Смита.

## Описание
Имеет неровную прямоугольную форму, расстояние от северного мыса Визе, названного в честь полярного исследователя и океанолога Владимира Визе, до южного мыса Красовского — 14,5 километра, ширина острова — около 7 километров. Бо́льшая часть острова покрыта ледниками высотой до 200 метров, на севере острова расположены три свободные ото льда скалы высотой 262, 351 и 381 метр. В западной части острова находится небольшой залив, в южной части — несколько маленьких озёр.
Назван в честь английского химика-фармацевта и геолога Генри Брейди (1835—1891).